# استریفلس‌هوک
استریفلس‌هوک (به هلندی: Strevelshoek) یک منطقهٔ مسکونی در هلند است که در ریدرکرک واقع شده‌است.